# After God
After God (jap. アフターゴッド Afutā goddo) – manga autorstwa Sumi Eno, publikowana w serwisach MangaONE oraz Ura Sunday wydawnictwa Shōgakukan od sierpnia 2021.

## Fabuła
Trzydzieści lat temu Japonię opanowały nadprzyrodzone istoty zwane Bogami Zarazy, zmuszając rząd do wyznaczenia tak zwanych stref zagrożenia, gdzie kontakt z tymi bytami oznaczał pewną śmierć dla ludzi. Kamikura Waka, szukając zemsty za śmierć swojej przyjaciółki, włamuje się do jednej ze stref w Itabashi. Gdy wbrew swojej woli zostaje uratowana przez Tokinagę Sachiyukiego, członka organizacji zajmującej się eliminacją bogów, odkrywa, że sama nosi w sobie część boskiej mocy. Zmuszona do współpracy z organizacją, staje się kluczem w walce z nieśmiertelnymi istotami.

## Publikacja serii
Manga ukazuje się od 10 sierpnia 2021 w serwisach MangaONE oraz Ura Sunday. Wydawnictwo Shōgakukan zebrało jej rozdziały do wydań w formacie tankōbon, których pierwszy tom ukazał się 10 grudnia tego samego roku. Według stanu na 19 listopada 2024, do tej pory wydano 8 tomów.
W Polsce prawa do dystrybucji nabyło Studio JG.
| Nr | Język japoński       | Język japoński         | Język polski     | Język polski           |
| Nr | Data wydania         | ISBN                   | Data wydania     | ISBN                   |
| -- | -------------------- | ---------------------- | ---------------- | ---------------------- |
| 1  | 10 grudnia 2021      | ISBN 978-4-09-850834-1 | 8 listopada 2024 | ISBN 978-83-8257-579-8 |
| 2  | 18 maja 2022         | ISBN 978-4-09-851112-9 | 14 lutego 2025   | ISBN 978-83-8257-654-2 |
| 3  | 19 października 2022 | ISBN 978-4-09-851343-7 | —                |                        |
| 4  | 17 marca 2023        | ISBN 978-4-09-851753-4 | —                |                        |
| 5  | 9 sierpnia 2023      | ISBN 978-4-09-852669-7 | —                |                        |
| 6  | 12 stycznia 2024     | ISBN 978-4-09-853088-5 | —                |                        |
| 7  | 19 czerwca 2024      | ISBN 978-4-09-853389-3 | —                |                        |
| 8  | 19 listopada 2024    | ISBN 978-4-09-853704-4 | —                |                        |

## Odbiór
W 2023 roku seria zajęła ósme miejsce w 9. edycji Next Manga Award w kategorii najlepsza manga internetowa.